# Dirk Duffeling
Dirk Duffeling (23 juni 1980) (Engels: Dudley Dursley) is een personage uit de Harry Potterboeken van J.K. Rowling. Hij is de neef van Harry Potter, en de zoon van Petunia en Herman Duffeling. Petunia Duffeling is de zuster van Lily Potter, de moeder van Harry.
Dirk wordt beschreven als een dikke blonde jongen, die al vanaf zijn geboorte enorm verwend wordt en als kind regelmatig woedeaanvallen kreeg. Hij heeft voor niemand respect en is zeer onbeleefd. Zijn ouders laten hem eten wat hij wil, met als gevolg levensgevaarlijke zwaarlijvigheid. Dirk en Harry zijn samen opgegroeid. Dirk heeft zijn hele leven lang nog geen kans onbenut gelaten om Harry te vernederen en te kwellen. Dirk heeft echter, buiten zijn beestachtigheid, geen speciale krachten zoals Harry die wel heeft.
In het vijfde boek is Dirk gegroeid tot een fysiek zeer sterke jongen, hij is om aan lichaamsbeweging te doen gaan boksen en lijkt daar goed in te zijn. Hij is de leider van een bende van vier jongens die regelmatig, voor het minste of geringste, jongere en kleinere kinderen in elkaar slaat.
Dirk wordt aangevallen door twee door Dorothea Omber gestuurde Dementors aan het begin van het vijfde boek. Tijdens een online chatgesprek vertelde Rowling dat Dirks grootste angst was dat hij zag wie hij werkelijk was.

## Stamboom familie Duffeling
|                  |                  |                  |                  |                  |                  |  |  |                  |                  |                  |                  |                  |                  |                |                |                |                |               |               |               |               |  |  |            |            |            |            |              |              |              |              |              |              |              |              |              |              |
|                  |                  |                  |                  |                  |                  |  |  |                  |                  |                  |                  |                  |                  |                |                |                |                |               |               |               |               |  |  |            |            |            |            |              |              |              |              |              |              |              |              |              |              |
| Margot Duffeling | Margot Duffeling | Margot Duffeling | Margot Duffeling | Margot Duffeling | Margot Duffeling |  |  | Herman Duffeling | Herman Duffeling | Herman Duffeling | Herman Duffeling | Herman Duffeling | Herman Duffeling |                |                | Petunia Evers  | Petunia Evers  | Petunia Evers | Petunia Evers | Petunia Evers | Petunia Evers |  |  | Lily Evers | Lily Evers | Lily Evers | Lily Evers | Lily Evers   | Lily Evers   |              |              | James Potter | James Potter | James Potter | James Potter | James Potter | James Potter |
| Margot Duffeling | Margot Duffeling | Margot Duffeling | Margot Duffeling | Margot Duffeling | Margot Duffeling |  |  | Herman Duffeling | Herman Duffeling | Herman Duffeling | Herman Duffeling | Herman Duffeling | Herman Duffeling |                |                | Petunia Evers  | Petunia Evers  | Petunia Evers | Petunia Evers | Petunia Evers | Petunia Evers |  |  | Lily Evers | Lily Evers | Lily Evers | Lily Evers | Lily Evers   | Lily Evers   |              |              | James Potter | James Potter | James Potter | James Potter | James Potter | James Potter |
|                  |                  |                  |                  |                  |                  |  |  |                  |                  |                  |                  |                  |                  |                |                |                |                |               |               |               |               |  |  |            |            |            |            |              |              |              |              |              |              |              |              |              |              |
|                  |                  |                  |                  |                  |                  |  |  |                  |                  |                  |                  | Dirk Duffeling   | Dirk Duffeling   | Dirk Duffeling | Dirk Duffeling | Dirk Duffeling | Dirk Duffeling |               |               |               |               |  |  |            |            |            |            | Harry Potter | Harry Potter | Harry Potter | Harry Potter | Harry Potter | Harry Potter |              |              |              |              |